# Zielony Staw Gąsienicowy
Zielony Staw Gąsienicowy případně Suczy Staw je ledovcové jezero ve skupině Gąsienicowých Stawů ve Vysokých Tatrách v Polsku. Nachází se v západní části údolí Doliny Zielone Gąsienicowe pod Kasprovým vrchem. Má rozlohu 3,8440 ha a je 275 m dlouhé a 238 m široké. Dosahuje maximální hloubky 15,1 m a objem vody v něm činí 2600 500 m³. Leží v nadmořské výšce 1672 m.

## Okolí
Jezero má tvar poloviny elipsy, která je na jihu zaoblená a na severu uříznutá. Severozápadně od jezera se nachází Kotlinowy Stawek a na východě Kurtkowiec. Na jihu se nad jezerem táhne nejzápadnější část hraničního hlavního hřebene Vysokých Tater s Ľaliovým sedlem a Krajnou kopou.

## Vodní režim
Na jihu ústí do jezera krátký potok. Ze severozápadního konce odtéká na sever do Litworoweho Stawu Sucha Woda Gąsienicowa, která částečně mizí v ponorech, které se nacházejí u jezera a jeden z nich je propojen s Goryczkowym Wywierzyskem v Dolině Bystrej. Pleso bylo po roce 1945 uměle zarybněno sivenem americkým. Rozměry jezera v průběhu času zachycuje tabulka:
| Rok  | Měření prováděl  | Rozloha ha | Délka m | Šířka m | Hloubka max.m | Objem m³ |
| ---- | ---------------- | ---------- | ------- | ------- | ------------- | -------- |
| —    | WET              | 3,84       | 275     | 238     | 15,1          | —        |
| 2004 | satelitní snímek | 3,764      | —       | —       | —             | —        |
| 2005 | Gregor, Pacl     | 3,8440     | —       | —       | 15,1          | 260 500  |

## Přístup
Černá turistická značka od dolní stanice lanovky na Kasprov vrch vede po severovýchodním břehu.